# Raznolikost, jednakost i uključivost
Raznolikost, jednakost i uključivost  (engl.: diversity, equity, and inclusion, DEI) je termin za organizacijski okviri kojim se u novije vrijeme nastoji promicati pravedno postupanje i puno sudjelovanje svih ljudi u raznim društvenim ustanovama i poduzećima. U prvom redu se napor ulaže u unaprjeđivanje skupina koje su povijesno bile podzastupljene ili podložne diskriminaciji na temelju identiteta ili invaliditeta.

## Povijest
Koncept DEI je nastao u Sjedinjenim Američkim Državama, gdje se od sredine 1960. godina bilježi napor za ostvarivanje jednakih prava na zapošljavanje za radnike svih rasa. Na samim početcima, bilježe se metode gdje se kandidate testiralo na način da se prepoznaju njihove sposobnosti i vještine, neovisno u rasi. Također se bilježe prvi treninzi radi prepoznavanja i uklanjanja raznih predrasuda - već tada je opaženo da ti programi slabo djeluju kod bijelih muškaraca na pozicijama moći, kod kojih se nerijetko opažao prkos i otpor nastojanju da se kontrolira što misle i da ih se preodgaja. Tijekom 1980-ih i 1990-ih se u SAD fokus DEI programa značajno proširio - osim rasnih pitanja i jednakosti spolova, bile su u njih uključene i potrebe drugih grupa koje su se identitetom na stanoviti način izdvajale - etnički, vjerski, okolnošću da formirane u nekoj stranoj zemlji, ili pripadaju nekoj od LGBTQ+ grupa. Nakon 2000. godine, uključuju se mediji u promoviranje DEI, te se u poslovnom svijetu (najprije u SAD) naširoko sagledava uključivanje koncepata DEI kao društveni imperativ. U to vrijeme nastaju i "DEI profesionalci" kao zasebna struka.
Na razini Europske unije postoji za razdoblje 2021.-2027. god. centralizirani program "Građani, jednakost, prava i vrijednosti" ("Citizens, Equality, Rights and Values programme", CERV), s proračunom od 1,5 milijardi eura. Na prvom mjestu na ciljevima CERV-a se navodi "promicanje prava, nediskiminaciju, jednakost (uključivo rodnu jednakost), te unapređivanje rodnog i nediskinativnog mainstreaminga".

## Kontroverze
U SAD, gdje je koncept DEI nastao, s vremenom je nastala znatna društvena rasprava oko opravdanosti - nerijetko složenih i teških - zahtjeva DEI; gdje se izlaže poslodavce i pružatelje usluge troškovima i zahtjevima da se ne vode kriterijima korisnosti, nego kriterijima zadovoljavanja nekog općenitog dobra koji nije u fokusu njihove poslovne ili društvene svrhe. Također se iznose prigovori, da se putem DEI zapravo diskriminiraju pripadnici grupa koje se zbog nekog razloga sagledavaju kao povlašteni: bijelci, muškarci. Kritičari konzervativnog svjetonazora iznose prigovore da su DEI programi u pravilu prožeti lijevom progresivističkom ideologijom, te da se pod izlikom uklanjanja raznih nepravdi stvaraju nove; osobito da se kod zapošljavanja i unaprjeđivanja u obrazovnom sustavu i općenito javnom sektoru putem DEI aktivnosti daje prednost pobornicima lijevog progresivizma; čak se i u oružanim snagama ne može napredovati bez iskazivanja privrženosti "dogmi o DEI". Početkom 2020.-ih Republikanska stranka u SAD promovira aktivnosti radi oštrog ograničavanja DEI programa. U raznim državama SAD donose se zakoni koji čak zabranjuju programe DEI. Tako primjerice zakon "O odgovornosti upravnih vijeća u pogledu inicijativa raznolikosti, pravičnosti i uključivosti (Texas Senate Bill 17) iz 2023. god. zabranjuje cijeli niz DEI aktivnosti u ustanovama visokog školstva; npr. se posve izričito zabranjuje uspostavljanje i daljnje djelovanje odjela koji u javnim ustanovama bavili provođenjem DEI programa.

## Vanjske poveznice
- "Diversity, Equity, and Inclusion Framework", Američka psihološka asocijacija, 8. travnja 2021. Pristupljeno 10. studenog 2024.
- "Građani, jednakost, prava i vrijednosti (CERV) 2021.-2027.", "O programu" Kontakt točka CERV programa u R Hrvatskoj. Pristupljeno 10. studenog 2024.